# (13353) 1998 TU12
(13353) 1998 TU12 è un asteroide troiano di Giove del campo greco. Scoperto nel 1998, presenta un'orbita caratterizzata da un semiasse maggiore pari a 5,173923 UA e da un'eccentricità di 0,134580, inclinata di 15,429843° rispetto all'eclittica. Ha un diametro di 23,551 km, un periodo di rotazione di 53,52 ore e un'albedo di 0,088.